# Andrew Gregg Curtin
Andrew Gregg Curtin, född 22 april 1817 i Bellefonte, Pennsylvania, död 7 oktober 1894 i Bellefonte, Pennsylvania, var en amerikansk politiker och diplomat. Han var guvernör i delstaten Pennsylvania 1861–1867. Han representerade Pennsylvanias tjugonde distrikt i USA:s representanthus 1881–1887. Hans mor Jean var dotter till senator Andrew Gregg.
Curtin utexaminerades 1837 från Dickinson College. Han studerade sedan juridik och inledde därefter sin karriär som advokat i Bellefonte. Han var elektor för whigpartiets kandidat Zachary Taylor i presidentvalet i USA 1848. Taylor besegrade demokraten Lewis Cass i valet. Curtin var igen i presidentvalet i USA 1852 elektor för whig-partiet. Den gången förlorade Winfield Scott mot demokraten Franklin Pierce.
Curtin bytte 1860 parti till republikanerna. Han efterträdde 1861 William F. Packer som guvernör i Pennsylvania. Han var vän med USA:s president Abraham Lincoln och diskuterade ofta det pågående amerikanska inbördeskriget med presidenten i egenskap av guvernör. Han samlade de guvernörer som stödde Lincoln 1862 till ett möte som kallades Loyal War Governors' Conference i staden Altoona. Curtin efterträddes 1867 som guvernör av John W. Geary.
Curtin bytte senare parti till demokraterna. Han var chef för USA:s diplomatiska beskickning i Tsarryssland 1869-1872.
Kongressledamoten Seth Hartman Yocum, som representerade Greenbackpartiet, kandiderade inte till omval i kongressvalet 1880. Curtin vann valet som demokraternas kandidat och efterträdde Yocum i representanthuset i mars 1881. Han omvaldes 1882 och 1884. Han var ordförande i representanthusets utrikesutskott 1883-1885.
Curtins grav finns på Union Cemetery i Bellefonte.